# Josef Karl Mayr (Historiker)
Josef Karl Mayr (* 21. August 1885 in Salzburg; † 2. Dezember 1960) war ein österreichischer Historiker und Archivar.

## Werdegang
Sein Vater Josef Mayr aus dem Innviertel war Notar; die Mutter Ida Spängler kam aus einer Salzburger Kaufmanns- und Bankiersfamilie. Der Vater hatte eine Stelle im Notariat von Taxenbach, während die Mutter zur Geburt ins elterliche Spänglerhaus nach Salzburg zog. Später zog die Familie nach Pregarten, weil der Vater das dortige Notariat übernahm. Dort besuchte er die Volksschule. Ab 1896 ging er auf das Salzburger Collegium Rupertinum bis zur Matura am 5. Juli 1904. An der Universität Wien begann Mayr ein Studium der Geschichte und Geographie. Nach zwei Semestern wechselte er an die Universität Innsbruck und studierte unter Wilhelm Erben. Er promovierte am 24. März 1909 über „Die Linzer Handschrift des deutschen Vegez“. Weitere Studien erfolgten am Wiener Institut für österreichische Geschichtsforschung über „Die Türkenpolitik Erzbischof Wolf Dietrichs von Salzburg“ (Staatsprüfung).
Am 24. Oktober 1911 war sein Berufbeginn im Archivdienst, zuerst im Archiv für Niederösterreich. Am 28. Juni 1912 wechselte Mayr ins Haus-, Hof- und Staatsarchiv. 1919 war er Staatsarchivar, 1922 Sektionsrat, 1926 Oberstaatsarchivar und 1933 Hofrat. Am 22. Mai 1944 übernahm er der die Archivleitung; und war ab dem 2. April 1945 auch für die die Ministerialarchive („Reichsarchiv Wien“) zuständig. Aus politischen Gründen versetzte man ihn am 7. Februar 1946 in den Ruhestand; dem unbenommen blieb er noch weiter aktiv in der akademischen Welt.
Neben der Haupttätigkeit im Staatsarchiv erfolgte die Habilitation an der Wiener Universität 1926. Ab 1932 war er zusätzlich Universitätsprofessor, 1939 hat er die Venia legendi wegen Doppelbelastung zurückgegeben.

## Familienleben
Mayr heiratete Adele Löwl aus Salzburg im Jahre 1916. Sie war die Tochter von Ferdinand Löwl († 1908, ehemals Geographieprofessor an der Universität Czernowitz). Aus der Ehe gehen Sohn Wolfgang, er starb im Zweiten Weltkrieg am 15. Mai 1943 als Flieger in Frankreich, und Tochter Gertraud hervor.

## Auszeichnungen
- 1935 Ehrenmitglied der Gesellschaft für Salzburger Landeskunde
- 1956 Paracelsusring der Stadt Salzburg
- 1954 Ehrenmitglied der Universität Innsbruck

## Werke (Auswahl)
- Die Türkenpolitik Erzbischof Wolf Dietrichs von Salzburg. In: Mitteilungen der Gesellschaft für Salzburger Landeskunde. 52/1912, S. 181–244 (zobodat.at [PDF]) und 53/1913, S. 193–354  (zobodat.at [PDF]).
- Das älteste Vorkommen des Namens Untersberg. In: Mitteilungen der Gesellschaft für Salzburger Landeskunde. 62/1922.
- Geschichte der salzburgischen Zentralbehörden von der Mitte des 13. Jahrhunderts bis ans Ende des 16. Jahrhunderts. In: Mitteilungen der Gesellschaft für Salzburger Landeskunde. 64/1924, 65/1925 und 66/1926.
- Ein Salzburger Beispiel zur Urkundenkritik des 16. Jahrhunderts. Archivalische Zeitschrift, 3. F., 4. Bd., 1927.
- Aus Wolf Dietrichs letzten Regierungsjahren. Das Passauer Kriegsvolk. In: Mitteilungen der Gesellschaft für Salzburger Landeskunde. 68/1928, S. 1–50 (zobodat.at [PDF]).
- Zur Geschichte der Emigration der Salzburger Protestanten von 1731/32. Jahrbuch zur Geschichte des Protestantismus in Österreich 52/1931
- Die Glaubensflüchtlinge. Die Blutgemeinschaft im Großdeutschem Reich, hrsg. v. G. Frh. v. Branka, Graz 1939.
- Bauernunruhen in Salzburg am Ende des Dreißigjährigen Krieges. In: Mitteilungen der Gesellschaft für Salzburger Landeskunde. 91/1951.
- Kaiser Franzens Reisen nach Gastein. In: Bad Gasteiner Badeblatt. Jg. 15/1955.
- Kaiser Franz in Salzburg. In: Mitteilungen der Gesellschaft für Salzburger Landeskunde. 96/1956.
- Zwei Salzburger Emigranten um 1600. In: Mitteilungen der Gesellschaft für Salzburger Landeskunde. 98/1958.
- Aufmarsch um Salzburg 1816. In: Mitteilungen der Gesellschaft für Salzburger Landeskunde. 100/1960, S. 309–359 (zobodat.at [PDF]).